# 风藤
风藤（学名：Piper kadsura）为胡椒科胡椒属的植物。分布于朝鲜、台湾、日本以及中国大陆的浙江、福建等地，一般生长在低海拔林中。

## 别名
荖藤、大风藤（台湾）

## 异名
- Piper futokadsura Sieb.

## 外部連結
- 海風藤 Hai Feng Teng 中藥標本數據庫 (香港浸會大學中醫藥學院) （繁體中文）（英文）